# Lay Your Hands
Lay Your Hands è il singolo di debutto di Simon Webbe, ex membro dei Blue, estratto dal primo album del cantante inglese Sanctuary del 2005. Il singolo ha avuto un buon successo in tutta Europa, raggiungendo la posizione numero 4 in patria e la numero 2 in Italia. Curiosamente il brano è rimasto presente nella classifica italiana in contemporanea al successivo singolo del cantante No Worries.
Nel video che accompagna il singolo compaiono le attrici inglesi Nikita e Jade Ramsey.

## Tracce
1. Lay Your Hands
2. Me, Myself and I

## Classifiche
| Posizione | 02 | 03 | 03 | 07 | 09 | 11 | 12 | 17 | 20 | 24 | 26 | 35 | 25 | 40 | 45 | 36 | 37 |